# Tenebrizam
Tenebrizam (tal. tenebroso, „mračan, taman“) pojam je koji se koristi u slikarstvu i označava jaku, posebice kontrastnu formu polutamnog slikarstva, koje se od 1600. proširilo iz Rima i koji je u drugoj polovici 17. stoljeća postao jedan od stilova europskog slikarstva.
Oko 1590. Michelangelo da Caravaggio razvio je u svojoj školi ovu posebno naglašenu formu slikarstva, koje je koristila tvrdo, usmjereno svjetlo kako bi se izdvojili likovi iz okoline i na taj način naglasile unutarnje napetosti. Prevladavaju pritom smeđe, sive i maslinaste nijanse, u tamnim dijelovima slike i na taj način naglašavaju prirodne boje, svijetlog dijela slike, koji sadrži prirodne boje.
Prvi tenebristi bili su inspirirani djelima Caravaggia koji je bio poznat po svojim tzv. „tamnom manirom“ slikanja u kojoj su se likovi rastapali u pozadinskoj dubinskoj sjeni. Tenebristi i njihovi sljedbenici su bili iznimno zainteresirani za karakteristike osvjetljenja, prije svega na način na koji svjetlost utječe na raspoloženje i odraz emocija. Udaljavali su se od standardnog osvjetljenja smještajući izvor svjetlosti na neobična mjesta, time stvarajući neočekivane vizualne i prostorne efekte. Za umjetnike poput Rembrandta ovi efekti su bili sredstvo kreativnosti i on je često koristio izvore svjetlosti izvan slike kako bi naglasio emocije na djelu.
Kasnije je tamni način slikanja evoluirao u blijedo, muljevito i monotono slikarstvo koje je obilježilo slikarstvo 19. stoljeća.